# Internationaal Frederick Chopin Piano Concours

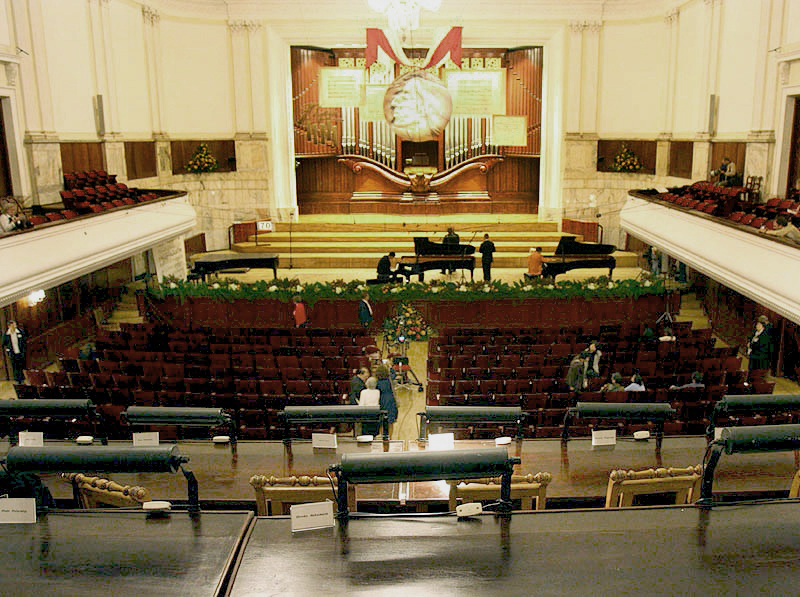
Pauze gedurende de eerste ronde op de 15e versie van het Internationaal Chopin Piano Concours in oktober 2005.

Het Internationaal Frederick Chopin Piano Concours is een van de oudste pianowedstrijden ter wereld. Het wordt al vanaf 1927 in Warschau, Polen georganiseerd. Het concours wordt sinds 1955 eenmaal in de vijf jaar gehouden.
De Poolse pianist Jerzy Żurawlew heeft het eerste concours georganiseerd, en vernoemde het naar Frédéric Chopin. Tot 2000 kon de jury ervoor kiezen een prijs niet uit te reiken. In 2000 veranderden de regels, nadat zes keer achtereenvolgens geen eerste prijs werd uitgereikt. Nu moeten alle zes prijzen worden toegekend.

## Belangrijkste prijswinnaars
Winnaars van de belangrijkste prijzen (de eerste prijs, tenzij anders vermeld) in het jaar :
- 2021: Bruce (Xiaoyu) Liu
- 2015: Seong-Jin Cho
- 2010: Yulianna Avdeeva
- 2005: Rafał Blechacz
- 2000: Yundi Li
- 1995: Geen eerste prijs toegekend. Philippe Giusiano en Alexei Sultanov deelden de tweede prijs.
- 1990: Geen eerste prijs toegekend. Kevin Kenner won de tweede prijs.
- 1985: Stanislav Bunin
- 1980: Dang Thai Son
- 1975: Krystian Zimerman
- 1970: Garrick Ohlsson
- 1965: Martha Argerich
- 1960: Maurizio Pollini
- 1955: Adam Harasiewicz
- 1949: Bella Davidovich en Halina Czerny-Stefanska deelden de eerste prijs.
- 1937: Jakov Zak
- 1932: Alexander Uninsky
- 1927: Lev Oborin